# DEET
El DEET o dietiltoluamida és el repel·lent més estudiat i utilitzat. És eficaç per a la majoria d'espècies d'insectes i aràcnids. Les concentracions utilitzades van des del 5% fins al 40%, però se n'han estudiat també concentracions superiors al 90%. El DEET s'ha preparat en formulacions múltiples: solucions, locions, cremes, gels, aerosols i esprais, i tovalloletes impregnades. Cal ressaltar que la protecció que ofereix és proporcional a la dosi; així doncs, concentracions elevades proporcionen una durada d'acció més llarga. Ara bé, les concentracions superiors al 50% ja no milloren el temps de protecció.
Per a mosquits que transmeten infeccions o per al mosquit tigre (Aedes i Anopheles), són útils concentracions superiors al 20%. Aquest preparat es tolera bé i té una àmplia experiència d'utilització a la població mundial. Tot i això, alguns pacients han presentat irritació, urticària i erupcions. Els efectes adversos sempre es presenten quan s'utilitzen concentracions elevades d'aquest compost (superiors al 50%) i quan s'utilitza durant un temps perllongat. Pot produir insomni i canvis d'estat d'ànim. Hi ha dades que mostren que en infants grans (vegeu el punt 9) i en dones embarassades en el segon o tercer trimestre, es pot utilitzar amb seguretat. Com a contrapunt, aquest compost té propietats dissolvents dels plàstics i teixits sintètics, i pot disminuir l'eficàcia de les cremes protectores solars. Si s'utilitzen filtres solars, s'ha d'utilitzar el repel·lent uns 30 o 60 minuts després d'haver-los aplicat.